# Гуменяк Михайло Миколайович
Михайло Гуменяк (нар. 1 жовтня 1980) — український лижник. Він брав участь у чоловічому спринті на зимових Олімпійських іграх 2006 року.